# Katafora
A nyelvészetben a magyar nyelvben katafora alakban átvett terminus alapformája az ógörög κατά (kata) ’lefelé’ és φέρω (fero) ’viszek’ szavakból összetett καταφορά (katafora) szó. Ezt Karl Bühler német nyelvész alkotta analógia útján az ἀναφορά ’anafora’ szóval. A katafora szintaktikai-szemantikai jelenség, utalás egy bizonyos nyelvi elemmel egy olyan, ugyancsak nyelvi entitásra (szóra, szócsoportra, mondatra), amely utána jelenik meg, tehát előreutalás, pl. Leonin azt sugá barátjának: Most mindjárt el leszünk temetve (Jókai Mór). A posztcedensnek nevezett nyelvi entitás, amelyre az utalás történik, egy referensnek nevezett nyelven kívüli entitást képvisel, a kataforikusnak nevezett elem pedig a posztcedenst képviseli, tehát rendszerint közvetett módon a referenst. A kataforikus utalás koreferenciának nevezett azonosságot jelez a között, amit kifejeznek azzal, amit azután fejeznek ki. A κατά (kata) ’lefelé’ elem az ókorban tekercsekre való írást idézi, a megelőzött entitás helyzetére utalva.
A katafora két másik utalási jelenséggel áll ellentétben. Az egyik ugyancsak forikus, az anafora, ami visszautalás arra, amit előbb fejeztek ki, pl. Muki kutya szereti a labdáját. Azzal akar mindig játszani. A másik a deixis (rámutatás), ami közvetlen utalás a beszédhelyzetben jelen lévő egyik nyelven kívüli entitásra, pl. – Hol van az újság? – Itt.

## Kataforikus elemek és posztcedenseik
A kataforikus elemek rendszerint több szófajhoz tartozó szavak. Lehetnek anaforikusak vagy deiktikusak is. Azon helyzetek, amelyekben használják őket nyelv szerint különbözhetnek. Posztcedenseik legtöbbször többféle mondatrészeket kifejező főnevek, de más szófajú, különféle szintaktikai funkciójú szavak is, valamint szócsoportok, egyszerű mondatok, összetett mondatok vagy ennél nagyobb entitások.

### Névmások
A névmások természetüknél fogva utalnak, mivel más nyelvi entitásokat helyettesítenek, képviselnek.

#### Személyes és visszaható névmások
Az alanyi funkciójú személyes névmások előreutalnak a főnévvel kifejezett névszói állítmányra, amely azonosítja az alanyt. Ezek a névmások egyben anaforikusak is, amikor visszautalnak egy előbbi mondatban levő főnévre. Túlnyomóan analitikus nyelvekben, mint az angol vagy a francia, az alanyt csaknem mindig névmásnak kell kifejeznie, ha nem fejezi ki főnév, mivel az ige ragjai nem jelzik eléggé a személyt. Ezzel szemben kevésbé analitikus nyelvekben, mint a román, vagy túlnyomóan szintetikus nyelvekben, mint a magyar vagy a BHMSz, amelyekben az ige ragjai elégségesen fejezik ki a személyt, a személyes névmások alanyi szerepét ezek is betölthetik. Példák:
(magyarul) [ …] te vagy az éjjel asztalán a bor (Kosztolányi Dezső);
(angolul) She's an actress of great ability ’Ő nagyon ügyes színésznő’;
(franciául) Mes grands-parents ? Ils étaient commerçants ’A nagyszüleim? Kereskedők voltak’;
(románul) Ei sunt turiști ’Ők turisták’;
(BHMSz) Bez junaka se ne može, oni su gruda koja za sobom vuče usov ’Hősök nélkül semmi sem lehetséges; ők az a hógolyó, amely a lavinát elindítja’.
A francia egyszerű mondatban kötelező, olykor előreutalás van klitikus (hangsúlytalan) személyes névmással, amikor mondatrészt nyomatékosítanak, esetleg megváltoztatva ugyanakkor a szokásos szórendet. Lehet előreutalás:
- alanyra: Marie a offert ce livre à Pierre ’Marie elajándékozta ezt a könyvet Pierre-nek’ → Elle a offert, Marie, ce livre à Pierre ’Elajándékozta Marie ezt a könyvet Pierre-nek’ (szó szerint: ’Ő elajándékozta, Marie, ezt a könyvet Pierre-nek’);
- határozott tárgyra: À qui vont-ils donner le prix Nobel ? ’Kinek fogják odaítélni a Nobel-díjat?’ → Ils vont le donner à qui, le prix Nobel ? (szó szerint: ’Ők fogják őt adni kinek, a Nobel-díjat?’);
- határozatlan tárgyra: J’ai écrit une lettre → J’en ai écrit, une lettre ’Írtam egy levelet’;[16]
- részeshatározóra: Je parle très peu à mon père ’Nagyon keveset beszélek az apámmal’ → Je lui parle très peu, à mon père (szó szerint: ’Én neki beszélek nagyon keveset, az apámnak’);
- helyhatározóra: Je vais souvent à Paris → J’y vais souvent, à Paris ’Gyakran megyek Párizsba’ (szó szerint: ’Én oda megyek gyakran, Párizsba’).[17]

A román nyelvben is vannak ilyen személyes névmások, amelyek fakultatívan, a mai nyelvben egyre gyakrabban utalnak előre a tárgyra és a részeshatározóra, szokásos szórendű és nyomatékosítás nélküli mondatban, például:
Nu-l cunoștea pe Dinu ’Nem ismerte Dinut’ (szó szerint: ’Nem őt ismerte Dinut’);
Vasile îi scrie Mariei ’Vasile ír Mariának’ (szó szerint: ’Vasile neki ír Mariának’).
Egyes nyelvekben alárendelt főnévi igeneves szószerkezetben vagy tagmondatban levő személyes vagy visszaható névmás gyakran utal vissza olyan mondatrészre, amely az igei alaptagját tartalmazó egyszerű mondat előtte álló részében, illetve az előtte levő főmondatban van. Amikor az alárendelt entitást előre helyezik nyomatékosítás céljából, a névmás anaforikusból kataforikussá válik. Példák:
(angolul) Before she said anything, Caroline thought about it a long time ’Mielőtt valamit is mondott volna, Catherine hosszasan meggondolta’ (szó szerint: ’Mielőtt ő mondott valamit,  …’);
(franciául) Pour se déplacer sur le lac, ils utilisaient des patins ’A tavon való közlekedéshez korcsolyát használtak’ (szó szerint: ’-ért magukat mozgatni a tavon, ők használtak korcsolyákat’);
(románul) Pentru a-și spăla mașina, Ion a cumpărat un furtun ’Azért, hogy a kocsiját lemossa, Ion tömlőt vásárolt’ (szó szerint: ’-ért magának lemosni a kocsit, Ion …’.
A franciában és a románban az egyes szám harmadik személyű, ez esetben semleges értékűnek nevezett klitikus személyes névmás egész mondatra is előreutalhat:
(franciául) a hímnemű alak: Je ne le savais pas, que c’était défendu ’Azt nem tudtam, hogy meg van tiltva’ (szó szerint: ’Én nem őt tudtam, hogy ez volt tiltott’);
(románul) a nőnemű alak: El o știa de mult: boala lui era avansată ’Ő régóta tudta, hogy a betegsége előrehaladott’ (szó szerint: ’Ő őt tudta régóta: betegsége volt előrehaladott’).

#### Mutató névmások
Az itt említett többi nyelvhez képest a magyarban nagyon gyakori főmondatban levő mutató névmással való előreutalás mellékmondatra, pl. Azt mondtam neki, hogy vigye le a szemetet.
Más nyelvekben mutató névmással inkább független mondatra van előreutalás:
(angolul) I said this:  … ’Ezt mondatm:  …’;
(franciául) Elle prononça ce mot, si vulgaire : « Que vous êtes joli, mon amour ! » ’(A nő) kimondta ezt az olyan közönséges szót: „Milyen csinos maga, szerelmem!” (Maurice Barrès);
Dites ceci de ma part à votre ami : qu’il se tienne tranquille ’Mondja részemről ezt a barátjának: maradjon veszteg’;
(BHMSz) Śetite se onoga: svaki početak je težak ’Emlékezzetek erre: minden kezdet nehéz’.
A mutató névmások is lehetnek egyszerre anaforikusak és kataforikusak, szószerkezetre vagy mondatra visszautalva és ugyanakkor alanyként főnévvel kifejezett névszói állítmányra előreutalva:
(angolul) I simply haven't got the money. This is / That's the problem ’Egyszerűen nincs (rá) pénzem’. Ez a gond’;
(franciául) – Qui est ce monsieur ? – C’est mon grand-père ’– Ki ez az úr? – A nagyapám’ (szó szerint ’Ez van nagyapám’).

#### Birtokos személyjelek és birtokos determinánsok
A magyarban birtokos személyjelek felelnek meg más nyelvekben létező birtokos determinánsoknak. Ezek is utalhatnak a kitett vagy csak az ige ragjával kifejezett alanyra. Nyomatékosítás nélkül az ige bővítményében anaforikusak, ha pedig a bővítményt az ige elé tételével nyomatékosítják, akkor kataforikussá válnak:
(magyarul) Barátjával sétál;
(franciául) Pour le mariage de ma soeur, j’ai essayé plusieurs chapeaux ’A nővérem esküvőjére több kalapot próbáltam fel’;
(románul) Prin natura sa, era o persoană veselă ’Természetétől fogva vidám személy volt’;
(BHMSz) Sa svojim sinom okopavao je lijehu iza kuće ’Fiával együtt a ház mögötti ágyást ásta’.

#### Vonatkozó névmások
A vonatkozó névmások anaforikusak és alanyi funkcióban ugyanakkor kataforikusak a főnévvel kifejezett névszói állítmány számára:
(magyarul) Ez az a hely, ami a kedvencünk volt;
(franciául) Ce contrôleur, qui est un abruti, n’a pas voulu me croire ’Az az ellenőr, aki egy bunkó, nem akart hinni nekem’;
(románul) Micuțul Dan, care e vecin de bloc, are 7 ani ’A kis Dan, aki szomszéd a házban, 7 éves’;
(BHMSz) Ja sam sin roditelja koji su bili prikazivači atrakcija ’Olyan szülők fia vagyok, akik mutatványosok voltak’.

#### Határozatlan névmások
Egyes határozatlan névmások is lehetnek kataforikus elemek:
(magyarul) A gyűlésen mindenki ott volt, a falu színe-java;
(angolul) All of these fish are mine ’Mind ez a hal az enyém’ (szó szerint: ’Az összes ezek közül a halak közül  …’);
(franciául) Chacun de vous est-il content ? ’Mindegyikőtök elégedett?’ (szó szerint: ’Mindegyik közületek …?’);
(románul) Unul dintre cei mai importanți fotbaliști români este Gheorghe Petrescu ’A legfontosabb román labdarúgók egyike Gheorghe Petrescu’ (szó szerint: ’Az egyik a legfontosabb román labdarúgók közül …’);
(BHMSz) Jedan od lovaca izgubio se u šumi ’A vadászok egyike eltévedt az erdőben’ (szó szerint: ’Egyik a vadászok közül …’).

#### Kérdő névmások és határozószók
A kérdő névmások és határozószók olyan értelemben kataforikusak, hogy részben utalnak előre annak természetére, amit a kérdés céloz. Példák:
(magyarul)  – Hol van a táskám? – Itt van az asztal alatt;
(angolul) – What do you want for lunch? – Oh, anything ’– Mit kérsz ebédre? – Akármit’;
(franciául) – Pour quelle entreprise travaille votre frère ? – Pour la société Legrain ’– Melyik vállalatnak dolgozik a fivére? – A Legrain társaságnak’;
(románul) – Cine a vorbit? – Eu ’– Ki szólt? – Én’;
(BHMSZ) – Kako vam je ovde? – Lepo nam je ’– Hogy érzik magukat itt? – Jól érezzük magunkat’.

### Határozószók
Példák kataforikus szerepű határozószókra a kérdőkön kívül az alábbiak:
(magyarul) Felállt, és így szólt hozzánk: „Kedves barátaim!”;
(angolul) Here is the 9 o’clock news ’Következnek a kilenc órai hírek’ (szó szerint: ’Itt van a 9 óra hírek’);
(franciául) Voilà comment les choses se passent : le pays limitrophe s’avance jusque sur les bords de la frontière [...] ’Íme hogyan történnek a dolgok: a szomszéd ország a határig halad [ …] (Marcel Aymé);
(románul) Acolo aș vrea să plec: în Grecia ’Oda szeretnék menni, Görögországba’;
(BHMSZ) Bilo je to ovako: on je prvo udario Petra, a onda su svi navalili na nj ’Az úgy volt, hogy először ő ütötte meg Petart, és aztán mindenki nekirontott’.

### Egyéb kataforikus entitások
Egyes főnevek és melléknevek is kataforikusak lexikai jelentésük révén:
(magyarul) Kérem az alábbiak szíves tudomásulvételét: …;
(angolul) I said the following: … ’A következő(ke)t mondtam: …’;
(franciául) Considérons la phrase suivante: … ’Vegyük figyelembe a következő mondatot: …’;
(románul) Se știe un lucru: că întârzie mereu ’Egy dolog köztudott: hogy mindig késik’;
(BHMSZ) Kandidat za mjesto rektora mora ispunjavati sljedeće uslove: … ’A rektori posztra pályázónak teljesítenie kell a következő feltételeket: …’
Egyes szerzők szerint a kérdések egészükben is kataforikusak. Például az eldöntendő kérdés abban az értelemben az, hogy a beszélő szokásosan igenlő vagy tagadó választ vár rá. Egyes ilyen kérdések jellegzetes kérdő partikulát vagy partikula értékű szócsoportot tartalmaznak:
(magyarul) Megérkezett(-e) Anikó? – Igen;
(angolul) – Do you sell rail tickets? – Certainly ’– Árusítanak-e vonatjegyeket? – Persze’;
(franciául) – (Est-ce que) tu connais la Corse ? – Oui, c’est vraiment magnifique ! ’– Ismered(e) Korzikát? – Igen, igazán csodálatos!’;
(románul) – Vii? – Nu ’Jössz? – Nem’;
(BHMSZ) – Spavaju li deca? / Da li deca spavaju? – Ne ’– Alszanak-e a gyerekek? – Nem’.

## A kataforikusok szerepei

### Pragmatikai szerepek
A kataforikusok pragmatikai szerepeinek egyike az, hogy hozzájárulnak mondatrészek vagy mellékmondatok nyomatékosításához, pl. (franciául) Marie a offert ce livre à Pierre ’Marie elajándékozta ezt a könyvet Pierre-nek’ → Elle a offert, Marie, ce livre à Pierre ’Elajándékozta Marie ezt a könyvet Pierre-nek’.
Másik szerepük felkelteni a megnyilatkozás címzettjének az érdeklődését aziránt, amit a beszélő közölni fog, pl. (franciául) Dites ceci de ma part à votre ami : qu’il se tienne tranquille ’Mondja részemről ezt a barátjának: maradjon veszteg’.
Kataforikus elemek használatosak az egyszerű mondat szintjén (A gyűlésen mindenki ott volt, a falu színe-java), az összetett mondatén (Ez az a hely, ami a kedvencünk volt), de kötőelemekként szolgálnak független mondatok között is: Leonin azt sugá barátjának: Most mindjárt el leszünk temetve. Ezzel szerepük átterjed a diskurzus (szöveg) mikroszintjére, hozzájárulva a diskurzus egységéhez, részeinek összetartásához.

### Szintaktikai szerepek
A kataforikusok többségének szintaktikai funkciójuk is van, azaz mondatrészek:
- alany: [ …] te vagy az éjjel asztalán a bor;[10]
- tárgy: Azt mondtam neki, hogy vigye le a szemetet;[22]
- részeshatározó: Annak adom el a gyűrűt, aki a legtöbbet fizeti érte;[61]
- másféle határozó: Felállt, és így szólt hozzánk: „Kedves barátaim!”;[45]
- jelző: Szívesen közlöm az alábbi tényeket: ….[49]

Az összetett mondatban a vonatkozó névmásoknak megvan az a szintaktikai szerepük is, hogy kötőszókként működnek amellett, hogy mondatrészek: Ez az a hely, ami a kedvencünk volt.
Az egyszerű mondatban egyes nyelvekben vannak olyan kataforikusok is, amelyeket nem elemeznek mondatrészekként. Ilyenek azok a személyes névmások, amelyek megkettőznek mondatrészeket, pl. (franciául) J’en ai écrit, une lettre ’Írtam egy levelet’.